# Lakatos Iván
Lakatos Iván (Kiskunhalas, 1938. szeptember 23. –) Balázs Béla-díjas magyar filmrendező, operatőr és producer. Kb. 10 játékfilmet és 250 rövidfilmet készített.

## Életpályája
Szülei: Lakatos Vince filmrendező (1907–1978) és Vas Terézia voltak. 1957-1961 között a Színház- és Filmművészeti Főiskola operatőr szakos hallgatója volt, ahol Illés György, Keleti Márton, Máriássy Félix és Makk Károly tanították. 1961–1967 között a Színház- és Filmművészeti Főiskola tanársegéde volt. 1966-ban készítette el első játékfilmjét, amely a Harlekin és szerelmese című film volt. 1986–1988 között a Népszerű-tudományos Filmstúdiót vezette. 1991 óta a Krónika Alkotóközösség és Filmalapítvány vezetője.

## Magánélete
1965-ben házasságot kötött Inkey Alice-szal. Egy fiuk született: Ádám (1967).

## Filmjei

### Operatőrként
- Képek és emberek (1963)
- Mozaikok szénből (1964) (rendező is)
- Színe és fonákja (1965)
- Mostoha történet (1966)
- Hideg napok (1966)
- Harlekin és szerelmese (1967)
- A múmia közbeszól (1967)
- Alfa Rómeó és Júlia (1968)
- Az ezermester (1968)
- Pokolrév (1969)
- A dunai hajós (1974)
- Magyar tájak (1976) (rendező is)
- Rab ember fiai (1979)
- Kojak Budapesten (1980)
- Magyarország barlangjai (1986) (rendező is)
- Vallomások (1994) (rendező is)
- A vízcsepp kivájja a követ (1996) (rendező is)
- A magányos cédrus (1996) (rendező, forgatókönyvíró és producer is)
- A kapucinusok kriptája (1996) (rendező, forgatókönyvíró és producer is)
- Krónika a legendák Szent Istvánjáról (1997) (rendező is)
- Alakok tájban - Lapok a Nagybányai Festőiskola történetéből (1998) (rendező is)
- A kutakról (1999)
- Munkácsy inasa (2000) (rendező, forgatókönyvíró és producer is)
- Az álruhás királyfi (2000)
- Üvegvilágom (2001) (rendező is)
- Nyolclábú buckalakók (2002)
- Festő a kofferban (2003)
- Inas a szalonban (2005) (rendező és forgatókönyvíró is)
- A szibériai halott (2005) (rendező is)
- A Casus-belli ember (2005) (rendező is)
- A mohácsi özvegy (2007) (rendező és forgatókönyvíró is)
- A tatárok Magyarországon (2008) (rendező és producer is)
- Csalódások és győzelmek tavasza (2009) (rendező is)

### Rendezőként
- Gyónás és feloldozás (1999)
- A szép akasztott (2001)
- A Corvinák
- A napba repülő sas
- A varázsló kertje
- Lapok egy csavargó naplójából
- Vízvetés
- A honfoglaló magyarok művészete
- Kék mezőben fehér rózsa

### Producerként
- Tóth Menyhért (1996)

## Díjai
- a képzőművészeti filmszemle fődíja (1998)
- a miskolci filmszemle fődíja (2003)
- a filmszemle fődíja (2006)